# 成卓敏
成卓敏（1942年10月—），男，汉族，浙江宁波人，中华人民共和国植物保护专家。曾任中国农业科学院植物保护研究所所长，中国植物保护学会理事长、名誉理事长。